# Mariensäule (Telč)

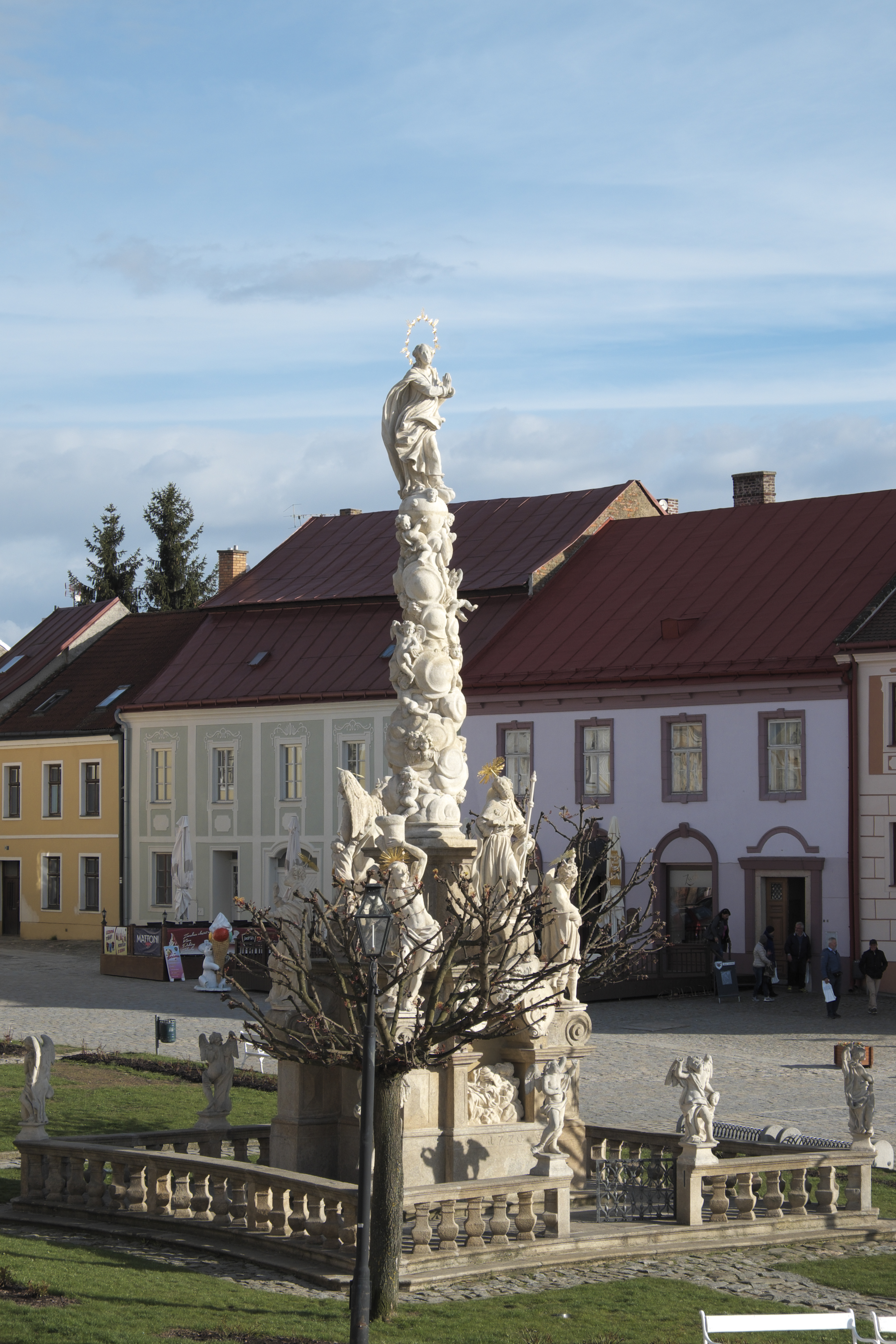
Mariensäule in Telč

Die Mariensäule (tschechisch Mariánský sloup) in Telč (deutsch Teltsch), einer tschechischen Stadt im Okres Jihlava der Region Vysočina, wurde zwischen 1716 und 1720 errichtet. Die Mariensäule bzw. Pestsäule auf der östlichen Seite des Marktplatzes ist ein geschütztes Kulturdenkmal.
Die Bürgerin Zuzana Hodová, die am Marktplatz im Haus Nr. 52 wohnte, vermachte in ihrem Testament 1000 Gulden für den Bau der Mariensäule. Diese wurde von David Lipart († 1720) aus Brtnice geschaffen.

## Beschreibung
Die mit Putten besetzte Wolkensäule trägt ein sternenbekränztes Marienbild ohne Kind vom Typ der Maria Immaculata. Sie schaut nach Nordwesten über den Stadtplatz zum Schloss. Die Säule steht auf einem dreistufigen quadratischen Postament. Dessen oberste Ebene wird auf der Vorderseite vom Apostel Jakobus dem Älteren, auf der Rückseite von Schutzengeln flankiert. Vor den Ecken der zweiten Ebene stehen die beiden Pestheiligen Rochus und Sebastian (Vorderseite) sowie Johannes Nepomuk und Franz Xaver (Rückseite). In die unterste Sockelstufe sind zwei Nischen eingelassen, in denen die Pestheilige Rosalia (Vorderseite) und die büßende Maria Magdalena (Rückseite) dargestellt sind.

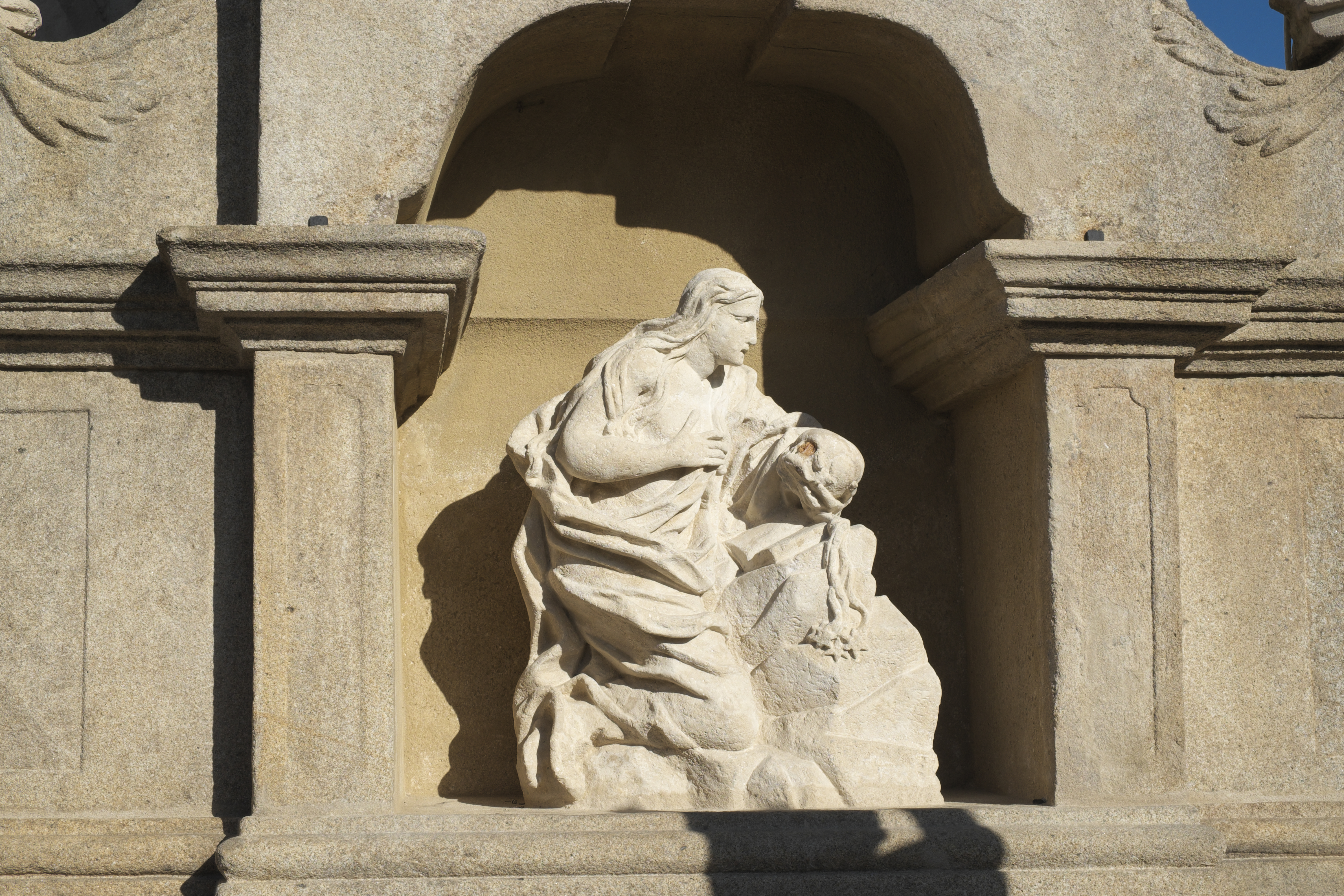
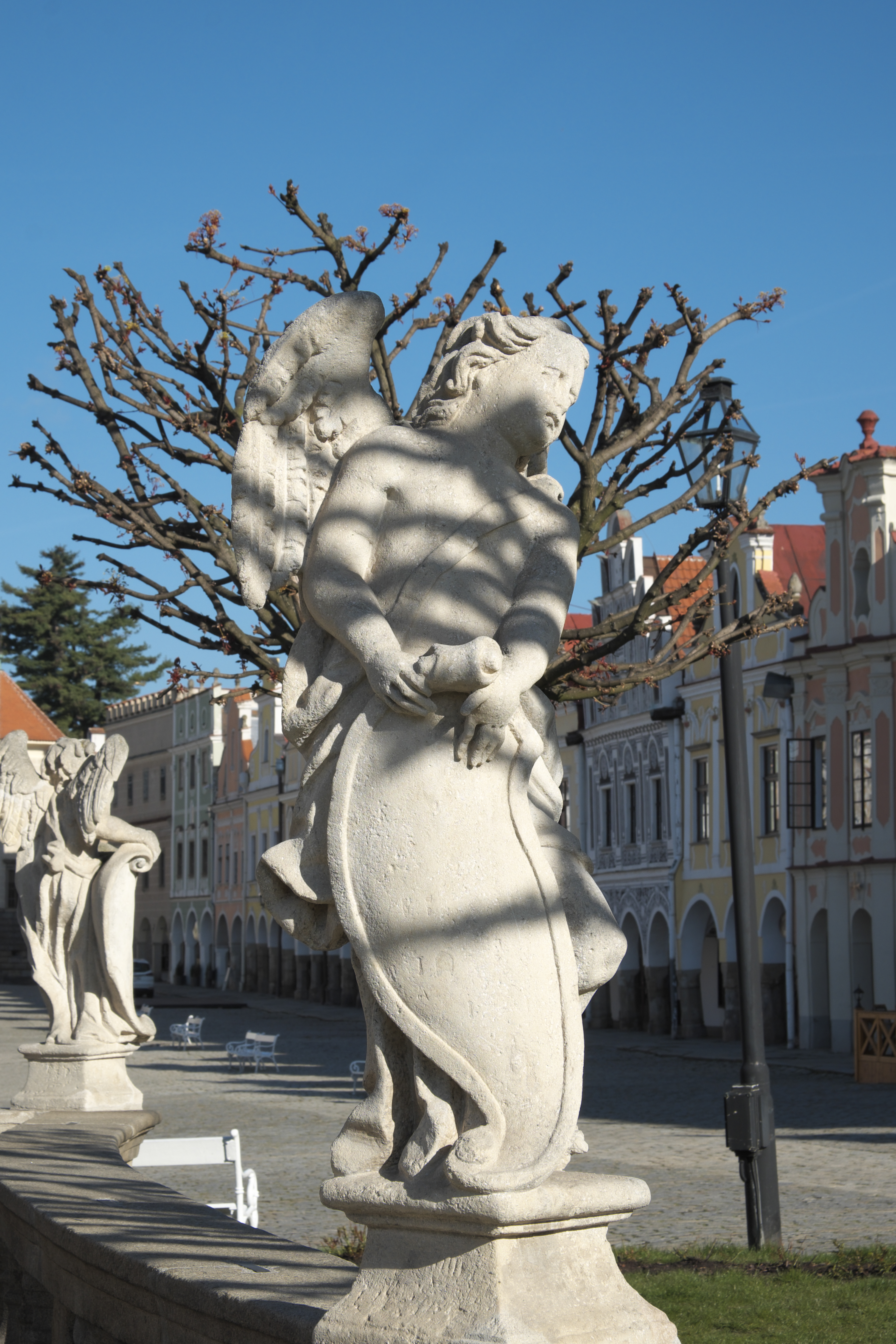
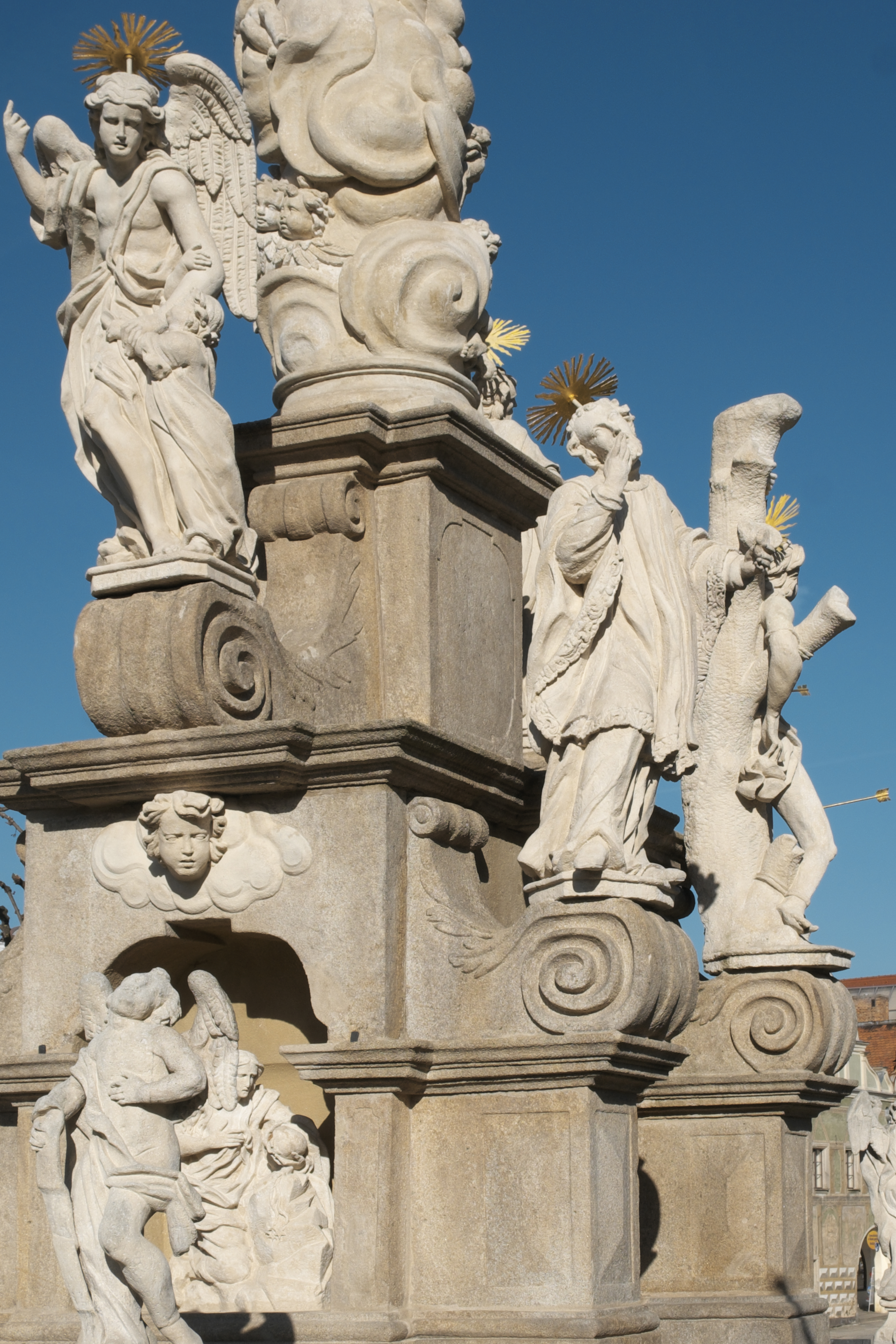